# مات بالارد
مات بالارد (بالإنجليزية: Matt Ballard)‏ هو مدير فني أمريكي، ولد في 14 مايو 1957 في دافيدسون في الولايات المتحدة.